# Edward Robinson (Politiker)
Edward Robinson (* 25. November 1796 in Cushing, Knox County, Maine; † 19. Februar 1857 in Thomaston, Maine) war ein US-amerikanischer Politiker. Zwischen 1838 und 1839 vertrat er den Bundesstaat Maine im US-Repräsentantenhaus.

## Werdegang
Edward Robinson besuchte keine Schule und eignete sich das notwendige Wissen selbst an. Er wurde Matrose und war dann in Thomaston im Handel tätig. Politisch schloss er sich in den 1830er Jahren der Whig Party an. In den Jahren 1836 und 1837 saß er im Senat von Maine. Nachdem der Kongressabgeordnete Jonathan Cilley in einem Duell getötet worden war, wurde Robinson bei der fälligen Nachwahl im dritten Wahlbezirk von Maine als dessen Nachfolger in das US-Repräsentantenhaus in Washington, D.C. gewählt. Dort trat er am 28. April 1838 sein neues Mandat an. Bis zum 3. März 1839 beendete er die Legislaturperiode seines Vorgängers.
Nach seiner Zeit im Kongress arbeitete Robinson wieder im Handel. Außerdem engagierte er sich im Bankgewerbe und im Schiffbau. In den Jahren 1842, 1843 und 1844 kandidierte er erfolglos für das Amt des Gouverneurs von Maine. Edward Robinson starb am 19. Februar 1857 in Thomaston und wurde dort auch beigesetzt.